# 1154 км (колійний пост)
1154 кіломе́тр — колійний пост Знам'янської дирекції Одеської залізниці на лінії Олійникове — Колосівка.
Розташований за декілька кілометрів від сіл Мартинівське та Вільне Вознесенського району Миколаївської області між станціями Мартинівська (3 км) та Вознесенськ (20 км).
Станом на квітень 2017 року на посту не зупиняються приміські поїзди.